# Bettina Heinen-Ayechová
Bettina Heinen-Ayechová (de: Bettina Heinen-Ayech, 3. září 1937 Solingen – 7. června 2020 Mnichov) byla německá malířka. Proslavila se svými barevnými výhledy na krajinu Alžírska. Během let 1955 až 2017 vystavovala své obrazy po celém světě a získala několik ocenění. Heinen-Ayechová zemřela 7. června 2020.

## Život
Bettina Heinen byla dcerou Johanna Jakoba Josefa „Hannse“ Heinena (1895-1961), novináře narozeného v Bauchemu v Německu.Ten byl dlouholetým šéfredaktorem deníku Solinger Tageblatt a oborových novin Eberswalder Offertenblatt. Věnoval se také psaní textů a divadelních her. Její matka Erna Steinhoff-Heinen (1898-1969) se narodila v Düsseldorfu ve vestfálské rodině z oblasti Soestu. Bettina Heinen měla tři sourozence, dva bratry a jednu sestru. Děti vyrůstaly v Solingenu, německém domě charakteristickém uměním a otevřeností. Rodina bydlela ve starém hrázděném domě v městské části Höhscheid, bývalém olověném dole, ve kterém Heinen pobývala během svých pobytů v rodném městě až do stáří.
Během druhé světové války žila Bettina Heinen od roku 1942 se svou matkou a sestrou v Kreuzthal-Eisenbachu poblíž Isny v Allgäu, kde se k nim později přidal malíř a rodinný přítel Erwin Bowien (1899-1972), který se v roce 1942 po desetiletém pobytu v Nizozemsku vrátil do Německa a stále utíkal před nacistickými orgány. V roce 1944 následoval její otec Hanns Heinen poté, co vydal článek o skutečném stavu Německa. Na něj a na Bowiena přišel do Kreuzthalu zatykač, který podle Heinenových pozdějších slov „rozcupovala pošťačka na kusy“.
Mezi lety 1948 a 1954 chodila Bettina na dívčí střední školu Augusta Dickeho v Solingenu, kde jeden z jejích učitelů objevil její talent a podporoval ji. Prvního uměleckého vedení se jí dostalo od Bowiena, který zůstal až do své smrti jejím mentorem. Od roku 1954 studovala na odborné škole (Werkschule) v Kolíně nad Rýnem, kde absolvovala tři přípravné kurzy monumentální nástěnné malby u Otto Gerstera. V roce 1955 byla díla Bettiny Heinen – 20 akvarelových a kreslených obrazů – poprvé vystavena v hale Kursaal v Bad Homburgu. Obrazy v té době osmnáctileté Bettiny Heinen zahrnula frankfurtská majitelka galerie Hanna Bekker vom Rath do skupinové výstavy Deutsche Kunst der Gegenwart (1955/56), kde byly vystaveny vedle děl Karla Schmidta-Rottluffa, Paula Klee, Max Beckmann, Max Ernst, Ernst Ludwig Kirchner a Käthe Kollwitz na cestě po Jižní Americe, Africe a Asii. Schmidt-Rottluff jí radil: „Bettino, zůstaň sama sebou!“
Poté studovala na mnichovské Akademii umění u Hermanna Kaspara a cestovala do Ticina ve Švýcarsku. Od roku 1958 studovala Bettina na Dánské královské akademii umění v Kodani a absolvovala první z několika návštěv Norska, kde si koupila chatu v úpatí fjordu s vodopádem Sedm sester. Bettina Heinen získala v letech 1959 a 1962 stipendium od ministerstva kultury spolkové země Severní Porýní-Vestfálsko. Poté navštívila Sylt, Ticino, Norsko a Paříž, kde se věnovala malování. V roce 1962 Bettina Heinen poprvé zavítala do severní Afriky na základě pozvánky do Káhiry od Německého kulturního institutu. Byla pozvána také do Německého kulturního institutu v Káhiře.
V roce 1960 v Lucemburské zahradě v Paříži Bettina při malování s Bowienem potkala svého budoucího manžela, Alžířana Abdelhamida Ayecha (1926-2010). Dva roky po narození dcery Diany (v roce 1961) se rodina přestěhovala do Guelmy, Ayechova rodného města v Alžírsku, které se mezitím stalo nezávislé na Francii. V roce 1969 se jí narodil syn Haroun. V následujících desetiletích pobývala Bettina Heinen-Ayechová střídavě v Solingenu a Alžírsku, kde se stala známou postavou při hledání namětů ve svém autě, „vozidle, které kdysi bývalo R4“, s „neodmyslitelnou špičkou na cigarety v koutku úst“. Její láska k Alžírsku pramenila také z lásky k manželovi Hamidovi, kterého sama Heinen nazývala „svobodným a statečným mužem“.
První díla Bettiny Heinen-Ayechové zakoupilo v roce 1968 Národní muzeum v Alžíru(Musée National des beaux-arts d'Alger) a v roce 1976 byla oceněna cenou Grand Prix de la ville d'Alger. V tomto roce se také stala předsedkyní Kruhu přátel Erwina Bowiena (Bowien zemřel v roce 1972). V roce 1992 proběhla v alžírském muzeu Musée National des beaux-arts retrospektivní výstava 120 jejich obrazů. V roce 1993 získala kulturní cenu Solingenské občanské nadace v Bádensku. V roce 2004 se v Alžíru uskutečnila druhá velká retrospektivní výstava jejích děl pod záštitou tehdejší alžírské ministryně kultury Khalidy Toumi. V roce 2006 byla Bettina znovu vyznamenána alžírskou vládou. V tomto roce došlo v době její nepřítomnosti také k  vloupání do jejího domu v Solingenu, přičemž bylo úmyslně odcizeno šest obrazů Erwina Bowiena.
Do roku 2018 byly její obrazy vystaveny na více než 100 samostatných a v celé řadě skupinových výstav v Evropě, Americe a v Africe. JJejí křestní jméno „Bettina“ se ujalo jako její umělecké jméno, a to i v arabském přepisu. بتينا. Život a dílo Bettiny Heinen-Ayechové byly vydány v knižní i filmové podobě. V roce 2012 se poprvé od konce války vrátila do Kreuzthalu v německém regionu Allgäu a doprovázel ji televizní štáb Bayerischer Rundfunk.
Bettina Heinen-Ayechová zemřela 7. června 2020 v Mnichově ve věku 82 let. V roce 2020 byla na jejím rodném domě, známém jako „Černý dům“, umístěna pamětní deska věnovaná jí a jejím přátelům z umělecké kolonie.

## Dílo

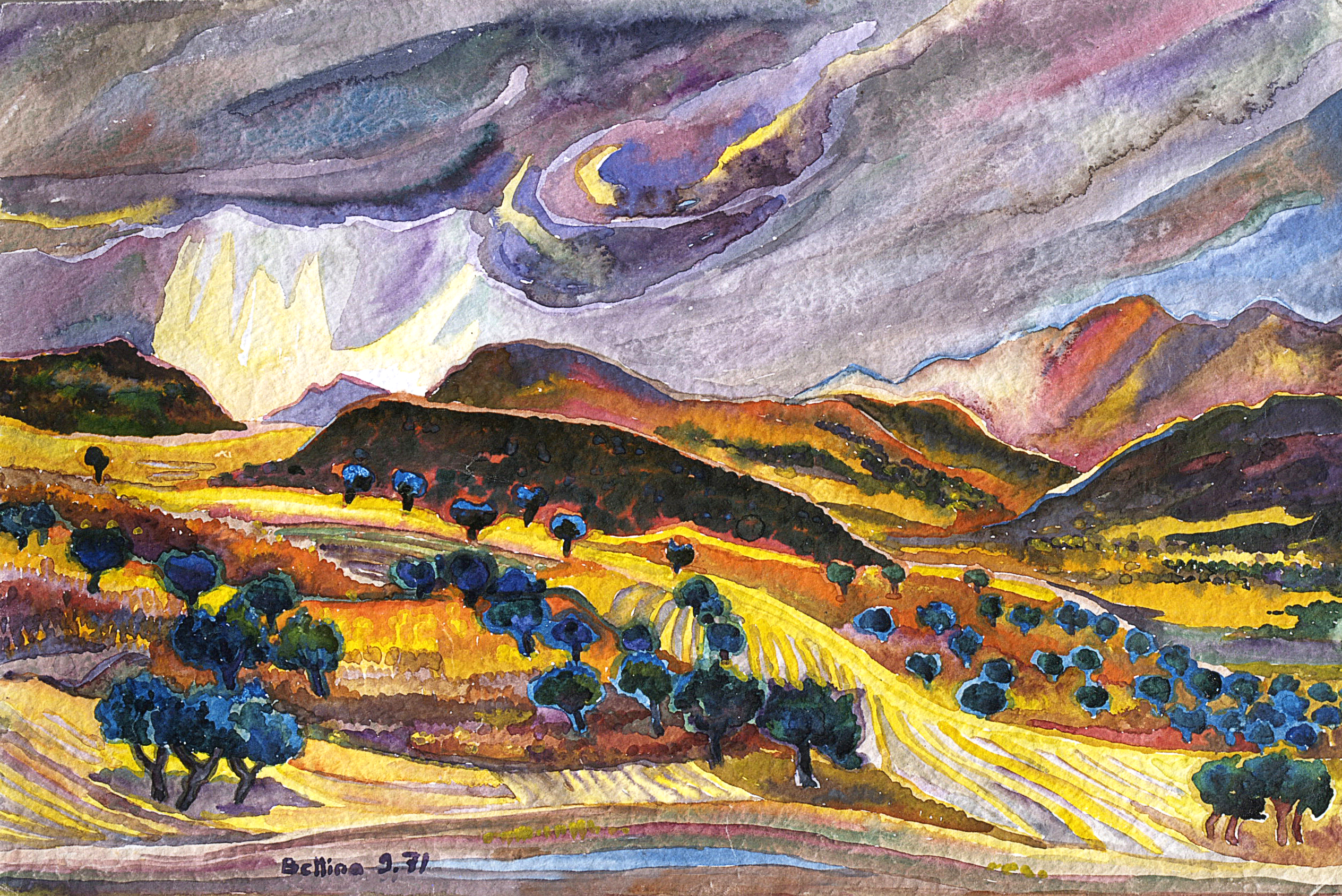
Letní bouřka v Alžírsku v roce 1971

Bettina Heinen-Ayechová se naučila všechny malířské techniky, ale její doménou je akvarelová malba. Coby malířka venkovních výjevů je autorkou mnoha krajinomaleb a výjimečně i portrétů. Během svých pobytů v Alžírsku si vytvořila vlastní techniku: díky suchému vzduchu v Guelmě akvarely navzájem nestékají jako v Evropě, ale rychle schnou. Na základě toho si vyvinula vlastní přístup: „Spojovala jsem výrazné barvy jako mozaiku, tah po tahu,“ popisuje Bettina Heinen-Ayechová. Kombinací intenzivních barev vzniká živý obraz alžírské krajiny a světla. V období terorismu v 90. letech až do začátku 21. století mohla podle svých slov malovat pouze portréty, zátiší a pohledy z okna v Alžírsku, protože nemohla cestovat. V Alžírsku však Heinen-Ayechová nemohla malovat portréty ani zátiší.
V Alžírsku se však podle Bettiny Heinen-Ayechové nezměnila jen její technika, ale také její osobnost. Oprostila se od svých „evropských předsudků“ a „poslouchala“ krásnou přírodu v Guelmě: „Jižní pohoří, Mahouna, její pole, si podmanily všechny mé smysly a udržují mé představy. Tento region maluji na jaře, kdy zelená pole protkaná červenými máky září všemi svými tóny, což je velmi vzdálené husté evropské zeleni; v létě, kdy jeho modré a fialové vrchy vyčnívají nad překrásně zlatavými pšeničnými poli; i v zimě, kdy je tak těžké ztvárnit červenou barvu země s neuvěřitelnou silou!“
V roce 1967 napsal novinář Max Metzker o Bettině Heinen-Ayechové v novinách Düsseldorfer Nachrichten: „Dokáže přiblížit krajinu i těm, kteří ji neznají. Portréty nejsou jen obrazy lidí, ale také popisy hloubky jejich duše.“